# Episodi di Stalker
La prima e unica stagione della serie televisiva Stalker è stata trasmessa in prima visione sul canale statunitense CBS dal 1º ottobre 2014 al 18 maggio 2015.
In Italia la serie è andata in onda per la prima volta su Premium Crime, canale della piattaforma televisiva Mediaset Premium, dal 28 ottobre al 30 dicembre 2015. In chiaro i primi dieci episodi sono stati trasmessi su Rete 4 dal 17 luglio al 18 agosto 2016, i restanti dieci su TOP Crime dal 2 al 30 novembre dello stesso anno.
| nº | Titolo originale                 | Titolo italiano                  | Prima TV USA     | Prima TV Italia  |
| -- | -------------------------------- | -------------------------------- | ---------------- | ---------------- |
| 1  | Pilot                            | Un gioco con due prede           | 1º ottobre 2014  | 28 ottobre 2015  |
| 2  | Whatever Happened to Baby James? | Cos'è successo al piccolo James? | 8 ottobre 2014   | 28 ottobre 2015  |
| 3  | Manhunt                          | Caccia all'uomo                  | 15 ottobre 2014  | 4 novembre 2015  |
| 4  | Phobia                           | Fobia                            | 22 ottobre 2014  | 4 novembre 2015  |
| 5  | The Haunting                     | La persecuzione                  | 29 ottobre 2014  | 11 novembre 2015 |
| 6  | Love is a Battlefield            | L'amore è un campo di battaglia  | 5 novembre 2014  | 11 novembre 2015 |
| 7  | Fanatic                          | Un fan pericoloso                | 12 novembre 2014 | 18 novembre 2015 |
| 8  | Skin                             | Skinhead                         | 19 novembre 2014 | 18 novembre 2015 |
| 9  | Crazy for you                    | Pazza per lei                    | 26 novembre 2014 | 25 novembre 2015 |
| 10 | A Cry for Help                   | Un grido d'aiuto                 | 3 dicembre 2014  | 25 novembre 2015 |
| 11 | Tell All                         | Vuotare il sacco                 | 10 dicembre 2014 | 2 dicembre 2015  |
| 12 | Secrets and Lies                 | Segreti e bugie                  | 14 gennaio 2015  | 2 dicembre 2015  |
| 13 | The News                         | Il notiziario                    | 21 gennaio 2015  | 9 dicembre 2015  |
| 14 | My Hero                          | La mia eroina                    | 28 gennaio 2015  | 9 dicembre 2015  |
| 15 | Lost and Found                   | Perdersi e ritrovarsi            | 4 febbraio 2015  | 16 dicembre 2015 |
| 16 | Salvation                        | Salvezza                         | 11 febbraio 2015 | 16 dicembre 2015 |
| 17 | Fun and Games                    | Divertimento e giochi            | 18 febbraio 2015 | 23 dicembre 2015 |
| 18 | The Woods                        | Il bosco                         | 27 aprile 2015   | 23 dicembre 2015 |
| 19 | Love Hurts                       | L'amore ferisce                  | 11 maggio 2015   | 30 dicembre 2015 |
| 20 | Love Kills                       | L'amore uccide                   | 18 maggio 2015   | 30 dicembre 2015 |

## Un gioco con due prede
- Titolo originale: Pilot
- Diretto da: Liz Friedlander
- Scritto da: Kevin Williamson

### Trama
Beth e Jack cercano uno stalker con un'affinità per il fuoco; Beth incontra uno studente universitario esasperato, che afferma che il suo ex compagno di stanza lo sta molestando in modo aggressivo.

## Cos'è successo al piccolo James?
- Titolo originale: Whatever Happened to Baby James?
- Diretto da: Liz Friedlander
- Scritto da: Sanford Golden e Karen Wyscarver

### Trama
La squadra indaga su un'adolescente, che ha fatto irrompere uno stalker in casa sua, e presto si rende conto che non è lei quella presa di mira; Perry fa una visita non richiesta a Beth al lavoro.

## Caccia all'uomo
- Titolo originale: Manhunt
- Diretto da: Bronwen Hughes
- Scritto da: Brett Mahoney

### Trama
Quando una sposa viene colpita da un cecchino durante il suo matrimonio, Jack e Beth vengono chiamati per determinare se il suo stalker è tornato a perseguitarla.

## Fobia
- Titolo originale: Phobia
- Diretto da: Roxann Dawson
- Scritto da: Heather Zuhlke

### Trama
Beth e Jack indagano sull'attacco di uno stalker che sfrutta le fobie delle sue vittime. Nel frattempo, Beth scopre che un'amica sta vedendo qualcuno che, all'insaputa di entrambe le donne, ha dei legami con lei.

## La persecuzione
- Titolo originale: The Haunting
- Diretto da: Brad Turner
- Scritto da: Kevin Williamson

### Trama
Pochi giorni prima di Halloween, una ragazza viene aggredita in un negozio di costumi, con il conseguente caso che ruota intorno alla casa in cui si sono trasferiti la ragazza e la sua migliore amica, che è presumibilmente infestata dai fantasmi.

## L'amore è un campo di battaglia
- Titolo originale: Love Is a Battlefield
- Diretto da: Omar Madha
- Scritto da: Dewayne Darian Jones (accreditato come Dewayne Jones)

### Trama
A seguito di una serie di allarmanti attacchi a una ricca gallerista, la squadra indaga sul suo ex marito e sulla sua ragazza molto più giovane. Nel frattempo, Amanda minaccia di rivelare il passato oscuro di Jack.

## Un fan pericoloso
- Titolo originale: Fanatic
- Diretto da: Kevin Bray
- Scritto da: Tamara Jaron

### Trama
La squadra indaga sullo stalking di una giovane attrice apparentemente terrorizzata da un fan ossessivo. Nel frattempo, Beth riceve una lettera personale inquietante e Perry ottiene più accesso alla sua vita.

## Skinhead
- Titolo originale: Skin
- Diretto da: Frederick E.O. Toye
- Scritto da: Corey Evett e Matthew S. Partney (accreditato come Matt Partney)

### Trama
Quando il tranquillo quartiere suburbano e la casa di un uomo vengono vandalizzati e la sua famiglia è terrorizzata, l'uomo è costretto a rivelare il suo nefasto passato per assicurarsi la protezione della squadra.

## Pazza per lei
- Titolo originale: Crazy for You
- Diretto da: Liz Friedlander
- Scritto da: Dawn DeNoon

### Trama
La squadra indaga quando uno psichiatra sembra essere perseguitato da uno dei suoi pazienti. Tuttavia, presto scoprono che c'è di più nel caso di quanto sembri, mentre Beth fa una scoperta scioccante.

## Un grido d'aiuto
- Titolo originale: A Cry for Help
- Diretto da: Jeff T. Thomas
- Scritto da: Heather Zuhlke

### Trama
Dopo che una serie di strazianti attacchi ha colpito due vittime apparentemente casuali, la squadra cerca disperatamente una connessione tra di loro prima che l'inafferrabile stalker colpisca ancora.

## Vuotare il sacco
- Titolo originale: Tell All
- Diretto da: David Rodriguez
- Scritto da: Sean Hennen

### Trama
La moglie separata di un atleta di alto profilo è terrorizzata da uno stalker, che potrebbe essere collegato al suo libro di memorie rivelatore, che sarà presto pubblicato. Nel frattempo, Janice aiuta Beth indagando su Perry.

## Segreti e bugie
- Titolo originale: Secrets and Lies
- Diretto da: David Straiton
- Scritto da: Sanford Golden e Karen Wyscarver

### Trama
Il sindaco di Los Angeles viene aggredito e la squadra deve determinare se nasconde un oscuro segreto o ha un vero stalker. Nel frattempo, Janice e Amanda cercano di aiutare Beth con il suo problema interdipartimentale.

## Il notiziario
- Titolo originale: The News
- Diretto da: Liz Friedlander
- Scritto da: Dewayne Darian Jones (accreditato come Dewayne Jones)

### Trama
Una violenta intrusione ha luogo a casa di un presentatore che è stato perseguitato in passato, mentre Perry scopre di più sul passato di Beth.

## La mia eroina
- Titolo originale: My Hero
- Diretto da: Kevin Bray
- Scritto da: Tamara Jaron

### Trama
Una coppia di fidanzati, Dave e Nicole, pensano che qualcuno li stia seguendo così vanno alla polizia. Parlano con la squadra di Beth e dicono che ognuno di loro ha un ex che non ha preso così bene la rottura con loro. I fidanzati parlano con i loro ex e si convincono che non siano loro. Più tardi la coppia è in spiaggia e qualcuno aggredisce Dave dandogli fuoco, uccidendolo. La squadra decide di indagare ulteriormente su Nicole e scoprono che contro di lei è stata intentata una causa per omicidio colposo. È una bagnina e la famiglia di un ragazzo, che è morto mentre lei era in servizio, afferma che non stava facendo il suo lavoro. Ma quando i poliziotti scoprono che la famiglia del ragazzo morto è innocente, pensano che lo stalker sia una persona che si prenda cura di lei. Jack si ritrova a lavorare con Wilkes che lo disprezza apertamente.

## Perdersi e ritrovarsi
- Titolo originale: Lost and Found
- Diretto da: Rob Seidenglanz
- Scritto da: Corey Evett e Matthew S. Partney (accreditato come Matt Partney)

### Trama
La squadra indaga quando Baker, un popolare allenatore del liceo, afferma di essere stato aggredito da uno studente. Secondo Baker la responsabile dell'aggressione è Jenny, una ragazza che si è invaghita di lui. I poliziotti interrogano la ragazza, ma lei nega. Successivamente informazioni compromettenti su Jenny vengono pubblicate in rete. I poliziotti capiscono così che la ragazza è il vero obiettivo dello stalker. Parlano con chi ha postato il messaggio e dice che qualcuno gliel'ha mandato. Quindi cercano di scoprire il vero autore del messaggio.

## Salvezza
- Titolo originale: Salvation
- Diretto da: Liz Friedlander
- Scritto da: Danny Tolli

### Trama
Una donna viene molestata da diverse persone che le dicono di tornare dal suo ex. Va dalla polizia che prima parla con l'ex che dice di non sapere chi la sta molestando. Successivamente scoprono che le persone che si sono avvicinate a lei appartengono a una setta.

## Divertimento e giochi
- Titolo originale: Fun and Games
- Diretto da: Jeff T. Thomas
- Scritto da: Kevin Williamson

### Trama
Ray inizia la sua mossa su Beth. Inizia attaccando Amanda, poi si reca da Tracy trovandola in compagnia di un amico, che aggredisce e rende inoffensivo, e alla fine rapisce Tracy. Il comando decide così di sollevare Beth dal suo incarico e di sostituirla. La sua sostituta, Vicky Gregg, fa del suo meglio per trovare Ray e risolvere il caso. Nel frattempo, un uomo che lavora per il padre di Perry lo trova e cerca di allontanarlo da Ray, ma Ray lo ferma.

## Il bosco
- Titolo originale: The Woods
- Diretto da: Frederick E.O. Toye
- Scritto da: Sean Hennen

### Trama
Beth combatte disperatamente per la sua vita dopo che il suo squilibrato stalker l'ha trascinata in una baita remota a Ojai, lasciando Jack e Janice alla frenetica ricerca di indizi sulla loro posizione. Inoltre, il resto della squadra attende aggiornamenti sulla prognosi di Ben dopo che gli hanno sparato.

## L'amore ferisce
- Titolo originale: Love Hurts
- Diretto da: Hanelle M. Culpepper
- Scritto da: Sanford Golden e Karen Wyscarver

### Trama
Beth deve prendere una decisione difficile sul suo futuro con la polizia di Los Angeles, mentre il team indaga su un sospetto che potrebbe essere collegato a una serie di recenti omicidi. Inoltre, l'ex marito di Vicky, Will, la sorprende al lavoro, spingendola a rivelare a Beth il vero motivo per cui è tornata a Los Angeles.

## L'amore uccide
- Titolo originale: Love Kills
- Diretto da: Liz Friedlander
- Scritto da: Kevin Williamson e Dewayne Darian Jones (accreditato come Dewayne Jones)

### Trama
Beth, Jack, Vicky e il resto della squadra continuano la loro ricerca di un serial killer, e Vicky scopre alcune informazioni sorprendenti sul suo ex marito.